# Małopolski Klub Siatkówki Muszyna 2012-2013
Questa voce raccoglie le informazioni riguardanti il Małopolski Klub Siatkówki Muszyna nelle competizioni ufficiali della stagione 2012-2013.

## Organigramma societario
Area direttiva
- Presidente: Grzegorz Jeżowski

Area tecnica
- Allenatore: Bogdan Serwiński

## Rosa
| N° | Nome                  | Ruolo | Data di nascita   | Nazionalità sportiva |
| -- | --------------------- | ----- | ----------------- | -------------------- |
| 1  | Anna Barańska         | S     | 14 maggio 1984    | Polonia              |
| 2  | Eleonora Staniszewska | C     | 25 ottobre 1978   | Polonia              |
| 3  | Dominika Sieradzan    | S     | 28 aprile 1980    | Polonia              |
| 6  | Agnieszka Bednarek    | C     | 20 febbraio 1986  | Polonia              |
| 8  | Anna Kaczmar          | P     | 26 settembre 1985 | Polonia              |
| 10 | Sanja Popović         | S/O   | 31 maggio 1984    | Croazia              |
| 11 | Kinga Kasprzak        | S     | 12 giugno 1987    | Polonia              |
| 13 | Katarzyna Biel        | C     | 21 settembre 1981 | Polonia              |
| 14 | Hélène Rousseaux      | S     | 25 settembre 1991 | Belgio               |
| 16 | Aleksandra Przybysz   | S     | 2 giugno 1980     | Polonia              |
| 17 | Paulina Maj           | L     | 22 marzo 1987     | Polonia              |
| 18 | Valentina Serena      | P     | 10 novembre 1981  | Italia               |